# Marta Sosińska-Janczewska
Marta Sosińska-Janczewska (ur. 4 października 1939 w Warszawie) – polska pianistka, laureatka III nagrody na VII Międzynarodowym Konkursie Pianistycznym im. Fryderyka Chopina (1965). Córka redaktora naczelnego Horyzontów Techniki Rajmunda Sosińskiego.

## Życiorys

### Wykształcenie i praca pedagogiczna
Na fortepianie zaczęła grać w wieku siedmiu lat, a edukację muzyczną odbyła w Warszawie. Uczyła się w Państwowym Liceum Muzycznym (1952–1957) i w Państwowej Wyższej Szkole Muzycznej u prof. Zbigniewa Drzewieckiego. Studia ukończyła z wyróżnieniem w 1963 roku.
Od 1985 prowadzi zajęcia w Wyższej Szkole Muzycznej (Hochschule für Musik) w Würzburgu. Organizuje też kursy mistrzowskie dla pianistów.

### Kariera pianistyczna
Jest laureatką kilku konkursów pianistycznych:
- Międzynarodowy Konkurs Muzyczny ARD w Monachium (1961) – VI nagroda
- Międzynarodowy Konkurs Pianistyczny w Rio de Janeiro (1962) – II nagroda
- Międzynarodowy Konkurs Pianistyczny im. Fryderyka Chopina (1965) – III miejsce oraz nagroda Towarzystwa im. Fryderyka Chopina za najlepsze wykonanie poloneza Chopina i nagroda dla najlepszego Polaka uczestniczącego w Konkursie

Występ na Konkursie Chopinowskim był początkiem jej międzynarodowej kariery. O jej grze przychylnie wypowiadali się m.in. Janusz Ekiert, Zdzisław Sierpiński i Lucjan Kydryński.
Występowała w Europie, Ameryce Północnej i Azji. Wzięła udział w kilkudziesięciu festiwalach muzycznych (m.in. pięciokrotnie w Międzynarodowym Festiwalu Chopinowskim w Dusznikach-Zdroju). Była jurorem konkursów pianistycznych na świecie (m.in. w Darmstadt, Tbilisi i Xiamen). W Polsce zasiadała w jury Międzynarodowego Konkursu Młodych Pianistów Arthur Rubinstein in memoriam.

## Repertuar i dyskografia
W jej repertuarze są dzieła Fryderyka Chopina (nagrane dla wytwórni Polskie Nagrania „Muza”). Nagrywała utwory dla radia i telewizji w Polsce i w Niemczech.